# Miriam Horn

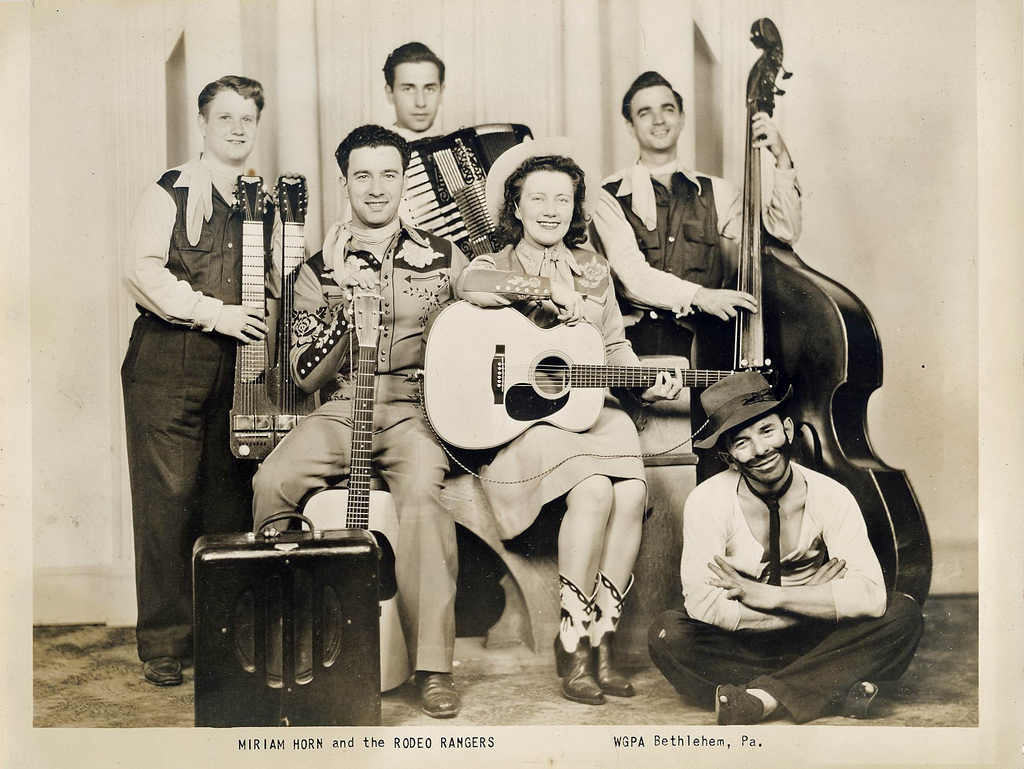
Miriam Horn und die Rodeo Rangers zwischen 1947 und 1949 auf WPGA

Miriam Horn (* in Hellertown, Pennsylvania; † unbekannt) war eine US-amerikanische Country-Musikerin aus Pennsylvania.

## Leben
Miriam Horn stammte aus Hellertown, Pennsylvania, und erschien erstmals 1944 in der Musikszene. Sie schrieb den Song Shattered Dreams, der von verschiedenen Musikern gecovert wurde. Ab 1945 war sie als Sängerin und Gitarristin Mitglied in James Allens Broadway Buckeroos – davor hatte sie bereits mit Pete Pyle bei WSM in Nashville, Tennessee, gearbeitet. Ab Ende 1945 übernahm Horn die Leitung der Broadway Buckeroos und war mit ihnen in der Country-Show Castle Gardens Barn Dance and Jamboree über WSAN zu hören. Zudem bestritt die Gruppe Auftritte in der Region.
Ab 1947 war Horn, nun mit den Rodeo Rangers, über WSAN in Allentown, Pennsylvania, und über WGPA in Bethlehem, Pennsylvania, zu hören. Für Schlegel’s Record Company machten Hall und die Rodeo Rangers auch einige Aufnahmen. Was danach mit Horn und den Rodeo Rangers geschah, ist nicht bekannt.

## Diskographie
| Jahr | Titel                                       | Label #                 |
| ---- | ------------------------------------------- | ----------------------- |
|      | Hand Me the Mustard / Rowing My Birch Canoe | Schlegel’s ES 105 / 106 |
|      | A Drunkard / All Must Part                  | Schlegel’s ES 107 / 108 |